# Cataratas de Tinuy-an
Las Cataratas de Tinuy-an son unas cascadas en la ciudad de Bislig, Surigao del Sur en la parte meridioal de la isla filipina de Mindanao. Es la principal atracción turística de Bislig, una ciudad conocida como la ciudad en auge.
Las cataratas tienen aproximadamente 95 metros de ancho y 55 metros (180 pies) de alto, y son considerada como la Cataratas del Niágara de las Filipinas. Tinuy-an es una cortina de agua blanca que fluye en tres niveles y se dice que es una de las más amplias caídas de agua en las Filipinas.